# Bodianus diana
Bodianus diana là một loài cá biển thuộc chi Bodianus trong họ Cá bàng chài. Loài này được mô tả lần đầu tiên vào năm 1801.

## Từ nguyên
Từ định danh của loài này được đặt theo tên của nữ thần Mặt Trăng Diana, hàm ý được cho là đề cập đến hình dạng và kiểu màu bắt mắt của loài này.

## Phạm vi phân bố và môi trường sống
Từ Biển Đỏ và vịnh Oman, B. diana được ghi nhận dọc theo bờ biển phía nam bán đảo Ả Rập, trải dài theo đường bờ biển Đông Phi xuống đến Nam Phi, bao gồm Madagascar và hầu hết các đảo quốc, quần đảo trên Ấn Độ Dương, trải dài về phía đông đến biển Andaman, về phía nam đến đảo Sumatra và Java (Indonesia), cũng như quần đảo Cocos (Keeling).
B. diana sống gần những rạn san hô ở độ sâu khoảng từ 6 đến ít nhất là 50 m; cá con thường sống gần các rạn san hô đen và san hô mềm, cũng như các hang hốc.

## Mô tả
B. diana có chiều dài cơ thể tối đa được ghi nhận là 25 cm. Đầu và thân trước của B. diana có màu nâu tía hoặc nâu đỏ, chuyển thành màu vàng nhạt ở toàn bộ phần thân sau. Lưng có khoảng 4 đốm vàng. Giữa vây đuôi có một đốm đen. Cá con màu nâu đỏ, lốm đốm nhiều vệt trắng. Trừ vây ngực, các vây còn lại đều có đốm đen lớn. Mống mắt có màu đỏ.
B. dictynna và B. diana trưởng thành rất giống nhau về mặt hình thái, và cả hai có thể được phân biệt với Bodianus prognathus bởi phần mõm ngắn hơn nhiều so với B. prognathus. Cả ba loài này đều có kiểu màu tương tự nhau ở cá con lẫn cá trưởng thành.
B. dictynna trưởng thành vẫn giữ lại đốm đen lớn trên vây bụng và trước vây hậu môn khi còn cá con, nhưng B. diana và B. prognathus thì không. Ở B. diana, hai vị trí này có màu đỏ tươi, nhưng có màu nâu đỏ ở B. prognathus. Cá con của B. dictynna có kiểu hoa văn đơn giản hơn so với B. diana (có ít đốm trắng hơn).
Số gai ở vây lưng: 12; Số tia vây ở vây lưng: 9–10; Số gai ở vây hậu môn: 3; Số tia vây ở vây hậu môn: 10–12; Số tia vây ở vây ngực: 15–17.
Danh pháp đồng nghĩa Lepidaplois aldabrensis được mô tả bởi Smith là dựa trên mẫu vật của cá con.

## Sinh thái học
Thức ăn của B. diana là những loài thủy sinh không xương sống như nhuyễn thể và giáp xác. Cá con được quan sát là có hành vi dọn ký sinh bám trên cơ thể cá lớn. B. diana cũng được xem là một loài cá cảnh.

### Trích dẫn
- Martin F. Gomon (2006). “A revision of the labrid fish genus Bodianus with descriptions of eight new species” (PDF). Records of the Australian Museum, Supplement. 30: 1–133. ISSN 0812-7387.